# بنك جنوب السودان المركزي
مصرف جنوب السودان المركزي هو المصرف المركزي لجنوب السودان.
أنشئ في يوليو 2011، بموجب قانون من البرلمان (قانون مصرف جنوب السودان، 2011)، حلت محل مصرف جنوب السودان الذي أصبح الآن فرع مصارف السودان، الذي كان بمثابة المصرف المركزي لجنوب السودان، خلال الفترة الممتدة من شباط / فبراير 2005 إلى تموز / يوليه 2011. ويملك المصرف بالكامل حكومة جنوب السودان.
يقع مقر المصرف في عاصمة جنوب السودان جوبا وله فروع في مدن أخرى في جنوب السودان.

## التنظيم والحكم
مصرف جنوب السودان هو المصرف المركزي لجمهورية جنوب السودان . ويرأسه حاكم مصرف جنوب السودان. المصرف هو المؤسسة الوحيدة المكلفة دستوريا بإصدار الجنيه السوداني .

## الواجبات
وتتمثل المهام الرئيسية للمصرف جنوب السودان فيما يلي:
- العمل بوصفه المصرف المركزي في جنوب السودان .
- إنشاء وإشراف الخدمات المصرفية التقليدية في جنوب السودان بما في ذلك التراخيص للمؤسسات المالية وفقا للقواعد واللوائح الصادرة عن مجلس الإدارة.
- وتدير إدارة المصرف حاكم مصرف جنوب السودان الذي سيتولى إدارة النظام المصرفي التقليدي في جنوب السودان وفقا للقواعد واللوائح والسياسات السائدة.
- العمل كمصرف لحكومة جنوب السودان، كمستشار ووكيل له في الشؤون النقدية والمالية.
- عند ممارسة الواجبات والمسؤوليات والمهام المطلوبة والمفروضة عليها، ممارسة السلطة والسلطة الإشرافية الممنوحة لها على نحو يتفق مع الأحكام والأنظمة المنصوص عليها في القوانين التي تحكم المصرف.
- ويتولى مصرف جنوب السودان الإشراف على المصارف التجارية في جنوب السودان وتنظيمها.